# Pyramide de Garcilaso
Pour les articles homonymes, voir Pyramide (homonymie).
La Pyramide de Garcilaso (en espagnol : Nevado Pirámide de Garcilaso) est une montagne de la cordillère Blanche dans les Andes péruviennes. Elle est située dans la région d'Ancash près de la ville de Caraz.
Cette montagne est formée par deux sommets : le principal (5 885 m), et la cime Nord (5 700 m).
La voie d'ascension habituelle de la cime principale parcourt la face nord-est. Elle traverse un glacier fortement crevassé, jusqu'à 5 300 m d'altitude, puis l'escalade se fait par des couloirs de neige et de glace d'une pente moyenne de 60º. Il y a des voies plus difficiles qui suivent l'arête ouest et la face sud-ouest de la pyramide.